# Царские ворота (Краснодар)
Алекса́ндровская триумфа́льная а́рка (также Ца́рские воро́та) — памятник в русском стиле в центре Краснодара, расположенный на пересечении двух улиц — Красной и Бабушкина.
Возведена к визиту Императора Александра III вместе с августейшей семьёй в Екатеринодар в 1888 году. Разрушена в 1928 году, восстановлена в 2008 году на новом месте.

## Описание
Арка была построена в русском стиле, с использованием художественно переосмысленных традиций допетровского московского зодчества. Она состояла из центрального пролёта и двух боковых — для пешеходов. Боковые устои центральной арки были украшены четырьмя шатровыми шпилями. Шпили венчались золочёнными двуглавыми орлами — символами Российской империи. Всё сооружение было покрыто чешуйчатой шатровой кровлей.
В больших кокошниках с обеих сторон центральной арки размещались иконы с лампадами: на восточной стороне, со стороны вокзала, образ князя Александра Невского, святого патрона и покровителя русского воинства; на западной — Екатерины великомученицы, святой покровительницы города Екатеринодара.

«…При въезде в город красовалась арка, построенная иждивением Екатеринодарского купеческого общества. Построена она, по желанию общества, в древнемосковском стиле второй половины XVI века, по проекту архитектора В. А. Филиппова. Арка состоит из среднего, главного проезда и двух боковых проходов, по линии тротуаров, для пешеходов. Главная арка упирается на боковые, весьма солидные устои, поднимающееся вверх и оканчивающиеся четырьмя башенками со шпицами, на коих утверждены четыре золоченых орла. Как верхния части башен, так и пояс под аркой украшены висячими колонками, поддерживающими узорчатый карниз. В средней части карниза, с обеих сторон арки, помещаются в нишах два образа, каждый под особой золоченой резной сенью. Со стороны въезда в город образ Александра Невского, с другой стороны — Св. Екатерины. Под образами, на бетонных досках. славянским шрифтом имеются врезная золочения надписи. Со стороны въезда: „АЛЕКСАНДРУ III. Да осенит Тебя, Великий Государь, Божиею Благодатью Твой Ангел Хранитель“, с другой стороны: „В память посещения города Екатеринодара ИМПЕРАТОРОМ АЛЕКСАНДРОМ III. ИМПЕРАТРИЦЕЮ МАРИЕЮ ФЕОДОРОВНОЮ и Наследником Цесаревичем НИКОЛАЕМ АЛЕКСАНДРОВИЧЕМ в 1888 году“. Как средняя часть арки, так и боковая её части покрыты шатровой чешуйчатой крышей, по гребню коей расположены узорчатый вызолоченныя решетки. Вся арка выкрашена по кирпичу масляными красками в четыре тона, типично характеризующими стиль композиции арки…»
Оригинальный текст (рус.)«…При въѣздѣ въ городъ красовалась арка, построенная иждивеніемъ Екатеринодарскаго купеческаго общества. Построена она, по желанію общества, въ древнемосковскомъ стилѣ второй половины XVI вѣка, по проекту архитектора В. А. Филиппова. Арка состоитъ изъ средняго, главнаго проѣзда и двухъ боковыхъ проходовъ, по линіи тротуаровъ, для пѣшеходовъ. Главная арка упирается на боковые, весьма солидные устои, поднимающееся вверхъ и оканчивающіеся четырьмя башенками со шпицами, на коихъ утверждены четыре золоченыхъ орла. Какъ верхнія части башенъ, такъ и поясъ подъ аркой украшены висячими колонками, поддерживающими узорчатый карнизъ. Въ средней части карниза, съ обѣихъ сторонъ арки, помещаются въ нишахъ два образа, каждый подъ особой золоченой рѣзной сѣнью. Со стороны въѣзда въ городъ образъ Александра Невскаго, съ другой стороны — Св. Екатерины. Подъ образами, на бетонныхъ доскахъ. славянскимъ шрифтомъ имѣются врѣзныя золоченыя надписи. Со стороны въѣзда: „АЛЕКСАНДРУ III. Да осѣнитъ Тебя, Великій Государь, Божіею Благодатью Твой Ангелъ Хранитель“, съ другой стороны: „Въ память посѣщенія города Екатеринодара ИМПЕРАТОРОМЪ АЛЕКСАНДРОМЪ III. ИМПЕРАТРИЦЕЮ МАРІЕЮ ϴЕОДОРОВНОЮ и Наслѣдникомъ Цесаревичемъ НИКОЛАЕМЪ АЛЕКСАНДРОВИЧЕМЪ въ 1888 году“. Какъ средняя часть арки, такъ и боковыя ея части покрыты шатровой чешуйчатой крышей, по гребню коей расположены узорчатый вызолоченныя рѣшетки. Вся арка выкрашена по кирпичу масляными красками въ четыре тона, типично характеризующими стиль композиціи арки…»— И. И. Дмитренко
Параметры триумфальной арки: высота — 12 м, длина — 18 м, ширина — 3 м.

## История
Накануне визита Императора Александра III городское купеческое общество предложило возвести Триумфальную арку (Царские ворота). Для сбора средств была объявлена подписка, по окончании которой было получено 16625 рублей. Проект был заказан областному архитектору В. А. Филиппову. Местом возведения арки стало пересечение улиц Екатерининской (ныне ул. Мира) и Котляревской (ныне ул. Седина) по дороге от вокзала к дому Наказного атамана Кубанского казачьего войска.

### Уничтожение
Триумфальная арка была снесена в начале сентября 1928 года. По официальной версии арка мешала трамвайному движению — «об неё разбивали лбы кондукторы трамвая», несмотря на то что первый трамвай прошёл под аркой в 1900 году — однопутная колея, а в 1909 году уже была двухпутная колея.

### Восстановление
В 2007 году Краснодарской городской Думой была принята целевая программа «Воссоздание исторических памятников города Екатеринодара-Краснодара». В списке объектов, подлежащих воссозданию, значилась и Александровская триумфальная арка. Руководителем проекта восстановления арки стал архитектор Сергей Снисаренко. В ходе разработки проекта восстановления был выполнен анализ триумфальных арок, возведённых в регионах России, произведен сбор исторического материала (фотографии, открытки, текстовые описания), произведены вычисления основных габаритов триумфальной арки, так как чертежи не сохранились. В качестве метода воссоздания был выбран метод восстановительной стилистической реставрации. 18 июня 2008 года состоялось освящение фундамента. В апреле 2009 года состоялось открытие восстановленной Александровской триумфальной арки на новом месте — на пересечении улиц Красной и Бабушкина.
|                  |  |                  |  |                         |
| Арка в 2014 году |  | Арка в 2015 году |  | Икона и надпись на арке |